# Клеопатра (фільм, 1910)
«Клеопатра» (фр. Cléopâtre) — німий короткометражний фільм, поставлений Анрі Андреані спільно з Фердинаном Зекка за п'єсою Вільяма Шекспіра. Прем'єра відбулася 11 травня 1910 року в США.

## У ролях
- Маделейн Пік — Клеопатра
- Жанна Беранжер
- Стася Наперковська
- Мадмуазель Ріанза